# Brahmagaughadi
Brahmagaughadi (nep. ब्रह्मा गौघडी) – gaun wikas samiti we wschodniej części Nepalu w strefie Sagarmatha w dystrykcie Siraha. Według nepalskiego spisu powszechnego z 2001 roku liczył on 559 gospodarstw domowych i 3155 mieszkańców (1564 kobiet i 1591 mężczyzn).